# 朱遜煁
山陰康惠王朱遜煁（1409年—1467年），明朝代藩第一代山陰王，代簡王朱桂的庶第四子，明太祖朱元璋之孙。

## 生平
永樂二十二年（1424年），封山陰王。天順五年（1461年），朱遜煁與襄垣王朱遜燂離開大同府，遷往蒲州。
成化三年（1467年），朱遜煁去世，享年五十九歲，諡號康惠。三年後，庶長子朱仕堸襲爵。

## 家庭

### 妻
- 罗氏，和阳卫百户罗暹妹，宣德二年（1427年）冊為山陰王妃[4]

### 妾
- 林氏，生朱仕堸[5]

### 子孫
- 庶長子：鎮國將軍→山陰端裕王朱仕堸
- 第二子：鎮國將軍朱仕圯[6]
- 第三子：鎮國將軍朱仕堗[7]
- 孫：輔國將軍朱成鑱[8]